# Ченге в детската градина
„Ченге в детската градина“ (на английски: Kindergarten Cop) е американски екшън филм с елементи на комедия от 1990 година на режисьора Айвън Райтман. Във филма участват Арнолд Шварценегер, Пенелопа Ан Милър, Памела Рийд, Линда Хънт и Ричард Тайсън. Премиерата на филма в САЩ е на 21 декември 1990 г.

## Сюжет
Внимание:  Текстът по-долу разкрива сюжета на произведението (или части от него)!
Полицейският детектив от Лос Анджелис – Джон Кимбъл дълго, но безуспешно преследва Калън Крисп, голям дилър на наркотици. Кимбъл получава информация, че бившата съпруга на Крис Рейчъл е избягала от престъпния си съпруг с малкия им син и милион долара. Кимбъл и партньорката му Фийби О'Хара пътуват до малкия град Астория (Орегон), където се крият Рейчъл и синът ѝ, за да предложат на жената сделка – да свидетелства в съда срещу бившия си съпруг в замяна на защита от преследване. Задачата се усложнява от факта, че полицията няма достоверна информация за Рейчъл, нито дори нейната снимка.
Предполага се, че О'Хара ще проникне в местната детска градина под прикритието на учител, но по пътя за Астория получава сериозен стомашен проблем и сега трябва да бъде заменена от Кимбъл. Груб, без опит в общуването и отглеждането на деца, Кимбъл в началото буквално полудява от безкрайното бягане, оплаквания, крясъци и капризи на своите малки ученици. Но постепенно и децата, и самият Кимбъл започват да се разбират помежду си и скоро Кимбъл се превръща в един от най-добрите учители в детската градина, които са уважавани и от децата, и от техните родители.
Докато работи, Кимбъл се опознава и се влюбва в една от колежките си – Джойс Палмиери. Доминик, синът на Джойс, е в групата, в която Кимбъл е преподавател. Той също се отнася към Кимбъл с голямо съчувствие, виждайки го като свой баща. По време на комуникация с Джойс, Кимбъл постепенно осъзнава, че тя е избягалата съпруга на наркодилъра. Когато Кимбъл научава, че Калън Крисп (с помощта на безмилостната си майка, убила свидетеля) е освободен от ареста, той незабавно призовава Джойс-Рейчъл в откровен разговор, като я кани да сътрудничи, за да спаси нея и Доминик. Рейчъл признава, че наистина е избягала от Крисп, но не е откраднала милион. Това е просто залог на Крисп, че други престъпници, изкушени от възможността да получат такава огромна сума, ще помогнат на наркодилъра в търсене на съпругата и сина му.
Крисп и майка му Елинор пристигат в Астория и отвличат Доминик. Кимбъл и О'Хара, които най-накрая се обединявят, се борят с престъпниците, в резултат на което Крисп е убит, а Елинор, ударена по главата с бейзболна бухалка, е арестувана от полицията. Доминик и Рейчъл са спасени, а дългата целувка между Кимбъл и Рейчъл означава, че тримата ще имат дълъг и щастлив семеен живот пред себе си.

## Актьорски състав
| Актьор             | Роля                                                                                    |
| ------------------ | --------------------------------------------------------------------------------------- |
| Арнолд Шварценегер | Джон Кимбъл – полицейски детектив от Лос Анджелис                                       |
| Пенелопа Ан Милър  | Джойс Палмиери/Рейчъл Крисп – учителка в детска градина, бившата съпруга на Кълън Крисп |
| Памела Рийд        | Фийби О'Хара – полицейски детектив от Лос Анджелис, партньорка на Джон Кимбъл           |
| Линда Хънт         | госпожица Шловски – администратор на детска градина                                     |
| Ричард Тайсън      | Калън Крисп – голям дилър на наркотици                                                  |
| Карол Бейкър       | Елинор Крисп – майката на Калън Крисп                                                   |
| Джоузеф Казинс     | Доминик – син на Калън Крисп                                                            |
| Кати Мориарти      | майката на Силвестър                                                                    |
| Парк Оверал        | майката на Саманта                                                                      |
| Джейн Брук         | майката на Зак                                                                          |
| Ричард Портноу     | полицейски капитан Салазар                                                              |
| Боб Нелсън         | Хенри                                                                                   |
| Анджела Басет      | стюардеса                                                                               |
| Сара Роуз Кар      | Ема – дете от детската група на Кимбъл                                                  |
| Мико Хюз           | Джоузеф – дете от детската група на Кимбъл                                              |
| Бен Дискин         | Силвестър – дете от детската група на Кимбъл                                            |
| Адам Уайли         | Лари – дете от детската група на Кимбъл                                                 |
| Одета Юстман       | Роза – дете от детската група на Кимбъл                                                 |

## Интересни факти
- Първоначално режисьорът Айвън Райтман планира да покани Бил Мъри за ролята на Джон Кимбъл, но по-късно избира Арнолд Шварценегер. Повече от 2000 деца участват в кастинга за малките ученици от групата на Кимбъл.
- Заснемането наистина се провежда в Астория (Орегон).
- По време на снимките е оборудвана специална отделна стая за Шварценегер, така че известният актьор да не спира уроците си по културизъм.